# Oranie

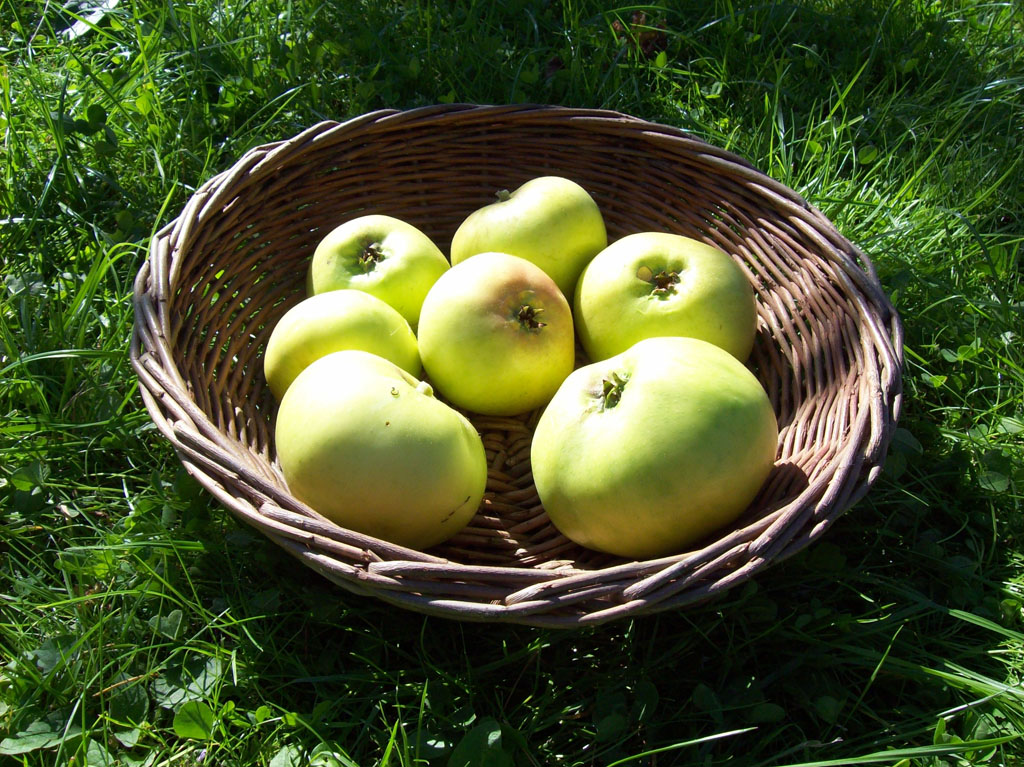
Oranie

Oranieäpple (litografi av målning av Henriette Sjöberg (1842–1915)).

Oranie är en äppelsort (dessert- och matäpple) av okänt ursprung. Oranie fanns i Sverige och Finland före 1850 och anses ha spridits från Skåne. Äpplet mognar i september–november, och kan odlas i zon I-V. 
Oranie pollineras av bland andra Gyllenkroks astrakan, Transparente blanche och Säfstaholm.
Äpplet har ett saftigt och sött kött som kan bli klart. Bär tidigt och sedan rikt. Trädet är svagväxande.
Oranieäpplet har utsetts till landskapsäpple för Dalsland.